# Tenociclidina
La tenociclidina, también conocida como tienil fenciclidina y TCP, es una droga anestésica disociativa con efectos estimulantes y alucinógenos. Es similar en efectos a la fenciclidina (PCP), pero es considerablemente más potente. La TCP tiene propiedades de unión ligeramente diferentes a la PCP, con más afinidad por los N-metil D-aspartato (NMDA), pero menos afinidad por los receptores sigma. Debido a su alta afinidad por el sitio de PCP del complejo receptor NMDA, la forma 3H radiomarcada del TCP se utiliza ampliamente en la investigación de los receptores NMDA.

## Farmacodinamia
La tenociclidina actúa principalmente como un antagonista del receptor NMDA, que bloquea la actividad del receptor NMDA, sin embargo sus efectos estimulantes incrementados en comparación con el PCP sugiere que también tiene una actividad relativamente mayor como inhibidor de la recaptación de dopamina (IRD). Conforme a investigaciones preliminares, la tenociclidina y sus derivados poseen también atractivas actividades farmacológicas tales como efectos radioprotectores y anticancerosos. La tenociclidina es un compuesto con baja afinidad por los receptores nicotínicos y muscarínicos y su eficacia antimuscarínica se puede mejorar con una voluminosidad aumentada del grupo en el anillo de ciclohexilo. 
La tenociclidina también se une a los receptores opioides μ (mu), lo que parece ser una parte esencial del mecanismo de acción de los fármacos incluidos en esta clase. Por ejemplo, la dizocilpina (MK-801) muestra poco efecto analgésico apreciable a pesar de tener una alta especificidad para las subunidades de NMDA-3A y NMDA-3b).
La tenociclidina y su derivado gaciclidina, al ser antagonistas no competitivos de alta afinidad del receptor NMDA, presentan propiedades neuroprotectoras significativas.

## Efectos en el sistema nervioso
Cuando se administra de forma continua durante varios días a ratas, la tenociclidina y otros derivados antagonistas NMDA inducen una degeneración neuronal en una variedad de estructuras límbicas, incluyendo la corteza retroesplenial, el hipocampo, las proyecciones septohipocámpicas y la corteza piriforme.

## Información adicional
Hay informes sobre los efectos adyuvantes terapéuticos de la fenciclidina (PCP), por ejemplo su derivado tienil fenciclidina (TCP, tenociclidina) y algunos de sus derivados en el tratamiento médico de la intoxicación por somán. Parece que la eficacia curativa del PCP y la TCP está relacionada con el sistema neurotransmisor excitatorio del aminoácido glutamato y especialmente a los receptores NMDA que participan en el proceso de los ataques inducidos por somán y el daño cerebral que le sigue.

## Estado legal
Debido a su similitud en efectos con la fenciclidina, la TCP se colocó bajo fiscalización internacional en 1971, aunque en esta década fue muy brevemente utilizada en los años 1970 y 1980 y hoy en día se conoce poco.